# Boštjan Cesar
Boštjan Cesar (Lubiana, 9 luglio 1982) è un ex calciatore sloveno, di ruolo difensore.
Con 101 apparizioni è il calciatore più presente nella storia della nazionale slovena.

## Caratteristiche tecniche
Difensore di grande stazza fisica; bravo nei colpi di testa e spesso ruvido negli interventi. Tra le sue principali caratteristiche spiccano le doti aeree, che nel corso degli anni gli hanno consentito di segnare più di un gol. Ha buoni tempi di anticipo ma tante volte è risultato essere aggressivo in essi, ricevendo più di qualche cartellino. Possiede, inoltre, un buon senso della posizione e buona marcatura. Presente anche in zona goal (in particolare su calcio piazzato).

## Carriera

### Club
Cresciuto nella Dinamo Zagabria, dove milita dal 2001 al 2004 (nel 2001 una breve esperienza al Croatia Sesvete), prima di trasferirsi all'Olimpia Lubiana nella stagione 2004-2005, per poi far ritorno alla Dinamo Zagabria, che lascia nel gennaio 2006 per approdare all'Olympique Marsiglia, dove rimane sino al giugno del 2007. Con la maglia biancoazzurra in due anni colleziona 36 presenze, realizzando un goal in Coppa Uefa durante la prima stagione in Francia.
Viene acquistato dal West Bromwich, squadra della Football League Championship, la serie B inglese, dove realizza una rete in 20 partite contribuendo alla promozione della squadra in Premier League prima di far ritorno a Marsiglia, dove però non viene mai impiegato in gare ufficiale.
Nel gennaio del 2009 si trasferisce quindi al Grenoble dove resta fino al giugno del 2010, quando la squadra retrocede in Ligue 2.

#### Chievo
Nell'estate del 2010 approda in Italia, ingaggiato dal Chievo. Il 24 ottobre successivo, sigla il suo primo gol con la maglia gialloblù in Chievo-Cesena 2-1. Si ripete al Dall'Ara contro il Bologna (segnando il gol del momentaneo 1-1) e all'Olimpico contro la Lazio, firmando la rete del pareggio. A fine stagione conta 32 presenze e 3 reti in campionato rinnovando così il contratto fino al 2013.
Nella stagione 2011-2012 è titolare della difesa del Chievo, disputa 29 partite di campionato e, come nella stagione precedente, contribuisce alla salvezza della formazione veneta. Il campionato successivo inizia a giocare meno vista l'esplosione di Acerbi, riuscendo però a concludere la stagione con 23 partite totali tra Serie A e Coppa Italia. In estate prolunga il contratto con la società clivense fino al 2015.
L'anno dopo ritorna ad essere tra i titolarissimi della squadra allenata prima da Sannino, poi di nuovo da Corini. conquistando una salvezza che sembrava insperata fino a qualche settimana prima. Realizza anche una rete in casa contro la Fiorentina, partita poi persa per 2 a 1. Nella stagione 2014-2015 si riconferma titolare nella retroguardia gialloblu, alternandosi alcune volte con Dainelli, altre con Gamberini, neo-acquisto estivo del Chievo.
Il 9 luglio 2015 rinnova per altri 3 anni con i gialloblù.
Dopo 4 anni da riserva, con la retrocessione del club in B nel 2019 Cesar torna a essere titolare al centro della difesa. Lascia il Chievo a giugno 2020 a causa di divergenze coi vertici societari, restando alla storia come una delle bandiere del club clivense con oltre 230 presenze nell’arco di 10 anni.
Il 22 settembre 2020 decide di ritirarsi dal calcio giocato all'età di 37 anni.

### Nazionale

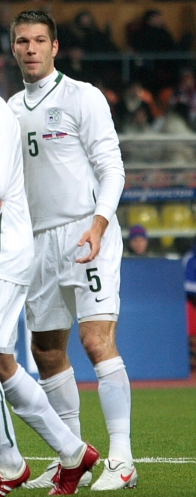
Cesar con la nazionale slovena nel novembre 2009.

Dopo 15 presenze ed un goal con la nazionale Under-21, nel 2003 esordisce con la nazionale maggiore contro la Svizzera in un'amichevole giocata a Nova Gorica, partita terminata 5-1 a favore degli svizzeri. Il 9 ottobre 2004 realizza la sua prima rete durante una partita di qualificazione al Mondiale tedesco contro l'Italia (unica partita persa dall'Italia nell'arco delle qualificazioni a Germania 2006), sfruttando un'uscita errata di Gianluigi Buffon.
Nel 2010 partecipa al Mondiale Sudafricano venendo eliminato durante la fase a gironi. Nel 2012 gli si consegna la fascia di capitano della squadra e il 15 novembre 2014 diventa il primatista della sua nazionale per presenze (81) superando Zlatko Zahovic, ex attaccante, che in 80 apparizioni ha realizzato anche 35 reti.
L'8 ottobre 2017 tocca quota 100 presenze con la nazionale slava nella gara pareggiata per 2-2 contro la Scozia, in cui è stato espulso nei minuti di recupero.
Ha dato l'addio alla rappresentativa slovena il 27 marzo 2018, giocando i primi 5 minuti dell'amichevole con la Bielorussia.
Vanta in totale 10 reti in 101 presenze con la propria nazionale.

## Statistiche

### Presenze e reti nei club
Statistiche aggiornate al 10 marzo 2020.
| Stagione               | Squadra                | Campionato             | Campionato | Campionato | Coppe nazionali | Coppe nazionali | Coppe nazionali | Coppe continentali | Coppe continentali | Coppe continentali | Altre coppe | Altre coppe | Altre coppe | Totale | Totale |
| Stagione               | Squadra                | Comp                   | Pres       | Reti       | Comp            | Pres            | Reti            | Comp               | Pres               | Reti               | Comp        | Pres        | Reti        | Pres   | Reti   |
| ---------------------- | ---------------------- | ---------------------- | ---------- | ---------- | --------------- | --------------- | --------------- | ------------------ | ------------------ | ------------------ | ----------- | ----------- | ----------- | ------ | ------ |
| 2000-gen. 2001         | Dinamo Zagabria        | 1. HNL                 | 0          | 0          | CC              | 0               | 0               | -                  | -                  | -                  | -           | -           | -           | 0      | 0      |
| gen.-giu. 2001         | Croatia Sesvete        | 1. HNL                 | 7          | 0          | CC              | 0               | 0               | -                  | -                  | -                  | -           | -           | -           | 7      | 0      |
| 2001-2002              | Dinamo Zagabria        | 1. HNL                 | 18         | 0          | CC              | 1               | 0               | CU                 | 4                  | 0                  | -           | -           | -           | 23     | 0      |
| 2002-2003              | Dinamo Zagabria        | 1. HNL                 | 11         | 0          | CC              | 2               | 0               | CU                 | 2                  | 0                  | -           | -           | -           | 15     | 0      |
| 2003-2004              | Dinamo Zagabria        | 1. HNL                 | 11         | 0          | CC              | 3               | 0               | UCL+CU             | 2+3                | 0                  | -           | -           | -           | 19     | 0      |
| 2004-gen. 2005         | Olimpija Ljubljana     | PL                     | 9          | 0          | CS              | 0               | 0               | -                  | -                  | -                  | -           | -           | -           | 9      | 0      |
| gen.-giu. 2005         | Dinamo Zagabria        | 1. HNL                 | 11         | 1          | CC              | 1               | 0               | CU                 | 0                  | 0                  | SC          | 0           | 0           | 12     | 1      |
| ago. 2005              | Dinamo Zagabria        | 1. HNL                 | 5          | 2          | CC              | 0               | 0               | -                  | -                  | -                  | -           | -           | -           | 5      | 2      |
| Totale Dinamo Zagabria | Totale Dinamo Zagabria | Totale Dinamo Zagabria | 56         | 3          |                 | 7               | 0               |                    | 11                 | 0                  |             | 0           | 0           | 74     | 3      |
| ago. 2005-2006         | O. Marsiglia           | L1                     | 17         | 0          | CF+CdL          | 1+0             | 0               | CU                 | 6                  | 1                  | -           | -           | -           | 24     | 1      |
| 2006-2007              | O. Marsiglia           | L1                     | 7          | 0          | CF+CdL          | 1+2             | 0               | Int+CU             | 1+4                | 0                  | -           | -           | -           | 15     | 0      |
| 2007-2008              | West Bromwich          | FLC                    | 20         | 1          | FACup+CdL       | 2+2             | 0               | -                  | -                  | -                  | -           | -           | -           | 24     | 1      |
| 2008-gen. 2009         | O. Marsiglia           | L1                     | 0          | 0          | CF+CdL          | 0+0             | 0               | UCL                | 0                  | 0                  | -           | -           | -           | 0      | 0      |
| Totale O. Marsiglia    | Totale O. Marsiglia    | Totale O. Marsiglia    | 24         | 0          |                 | 4               | 0               |                    | 11                 | 1                  |             | -           | -           | 39     | 1      |
| gen.-giu. 2009         | Grenoble               | L1                     | 15         | 1          | CF+CdL          | 2+0             | 0               | -                  | -                  | -                  | -           | -           | -           | 17     | 1      |
| 2009-2010              | Grenoble               | L1                     | 25         | 0          | CF+CdL          | 0+0             | 0               | -                  | -                  | -                  | -           | -           | -           | 25     | 0      |
| Totale Grenoble        | Totale Grenoble        | Totale Grenoble        | 40         | 1          |                 | 2               | 0               |                    | -                  | -                  |             | -           | -           | 42     | 1      |
| 2010-2011              | Chievo                 | A                      | 32         | 3          | CI              | 0               | 0               | -                  | -                  | -                  | -           | -           | -           | 32     | 3      |
| 2011-2012              | Chievo                 | A                      | 29         | 0          | CI              | 2               | 1               | -                  | -                  | -                  | -           | -           | -           | 31     | 1      |
| 2012-2013              | Chievo                 | A                      | 22         | 0          | CI              | 1               | 0               | -                  | -                  | -                  | -           | -           | -           | 23     | 0      |
| 2013-2014              | Chievo                 | A                      | 32         | 1          | CI              | 2               | 0               | -                  | -                  | -                  | -           | -           | -           | 34     | 1      |
| 2014-2015              | Chievo                 | A                      | 28         | 0          | CI              | 1               | 0               | -                  | -                  | -                  | -           | -           | -           | 29     | 0      |
| 2015-2016              | Chievo                 | A                      | 31         | 1          | CI              | 1               | 0               | -                  | -                  | -                  | -           | -           | -           | 32     | 1      |
| 2016-2017              | Chievo                 | A                      | 17         | 1          | CI              | 3               | 1               | -                  | -                  | -                  | -           | -           | -           | 20     | 2      |
| 2017-2018              | Chievo                 | A                      | 10         | 0          | CI              | 0               | 0               | -                  | -                  | -                  | -           | -           | -           | 10     | 0      |
| 2018-2019              | Chievo                 | A                      | 14         | 1          | CI              | 1               | 0               | -                  | -                  | -                  | -           | -           | -           | 15     | 1      |
| 2019-2020              | Chievo                 | B                      | 21         | 0          | CI              | 0               | 0               | -                  | -                  | -                  | -           | -           | -           | 21     | 0      |
| Totale Chievo          | Totale Chievo          | Totale Chievo          | 236        | 7          |                 | 11              | 2               |                    | -                  | -                  |             | -           | -           | 247    | 9      |
| Totale carriera        | Totale carriera        | Totale carriera        | 392        | 12         |                 | 28              | 2               |                    | 22                 | 1                  |             | -           | -           | 442    | 15     |

### Cronologia presenze e reti in nazionale
| Cronologia completa delle presenze e delle reti in nazionale ― Slovenia | Cronologia completa delle presenze e delle reti in nazionale ― Slovenia | Cronologia completa delle presenze e delle reti in nazionale ― Slovenia | Cronologia completa delle presenze e delle reti in nazionale ― Slovenia | Cronologia completa delle presenze e delle reti in nazionale ― Slovenia | Cronologia completa delle presenze e delle reti in nazionale ― Slovenia | Cronologia completa delle presenze e delle reti in nazionale ― Slovenia | Cronologia completa delle presenze e delle reti in nazionale ― Slovenia |
| Data                                                                    | Città                                                                   | In casa                                                                 | Risultato                                                               | Ospiti                                                                  | Competizione                                                            | Reti                                                                    | Note                                                                    |
| ----------------------------------------------------------------------- | ----------------------------------------------------------------------- | ----------------------------------------------------------------------- | ----------------------------------------------------------------------- | ----------------------------------------------------------------------- | ----------------------------------------------------------------------- | ----------------------------------------------------------------------- | ----------------------------------------------------------------------- |
| 12-2-2003                                                               | Nova Gorica                                                             | Slovenia                                                                | 1 – 5                                                                   | Svizzera                                                                | Amichevole                                                              | -                                                                       |                                                                         |
| 20-8-2003                                                               | Murska Sobota                                                           | Slovenia                                                                | 2 – 1                                                                   | Ungheria                                                                | Amichevole                                                              | -                                                                       | 84’                                                                     |
| 15-11-2003                                                              | Zagabria                                                                | Croazia                                                                 | 1 – 1                                                                   | Slovenia                                                                | Qual. Euro 2004                                                         | -                                                                       | 90’                                                                     |
| 18-2-2004                                                               | San Fernando                                                            | Polonia                                                                 | 2 – 0                                                                   | Slovenia                                                                | Amichevole                                                              | -                                                                       | 71’                                                                     |
| 31-3-2004                                                               | Celje                                                                   | Slovenia                                                                | 0 – 1                                                                   | Lettonia                                                                | Amichevole                                                              | -                                                                       | 75’                                                                     |
| 28-4-2004                                                               | Lancy                                                                   | Svizzera                                                                | 2 – 1                                                                   | Slovenia                                                                | Amichevole                                                              | -                                                                       |                                                                         |
| 9-10-2004                                                               | Celje                                                                   | Slovenia                                                                | 1 – 0                                                                   | Italia                                                                  | Qual. Mondiali 2006                                                     | 1                                                                       | 76’                                                                     |
| 13-10-2004                                                              | Oslo                                                                    | Norvegia                                                                | 3 – 0                                                                   | Slovenia                                                                | Qual. Mondiali 2006                                                     | -                                                                       |                                                                         |
| 17-11-2004                                                              | Trnava                                                                  | Slovacchia                                                              | 0 – 0                                                                   | Slovenia                                                                | Amichevole                                                              | -                                                                       |                                                                         |
| 9-2-2005                                                                | Celje                                                                   | Slovenia                                                                | 0 – 3                                                                   | Rep. Ceca                                                               | Amichevole                                                              | -                                                                       |                                                                         |
| 4-6-2005                                                                | Minsk                                                                   | Bielorussia                                                             | 1 – 1                                                                   | Slovenia                                                                | Qual. Mondiali 2006                                                     | -                                                                       |                                                                         |
| 17-8-2005                                                               | Swansea                                                                 | Galles                                                                  | 0 – 0                                                                   | Slovenia                                                                | Amichevole                                                              | -                                                                       |                                                                         |
| 3-9-2005                                                                | Celje                                                                   | Slovenia                                                                | 2 – 3                                                                   | Norvegia                                                                | Qual. Mondiali 2006                                                     | -                                                                       |                                                                         |
| 7-9-2005                                                                | Chișinău                                                                | Moldavia                                                                | 1 – 2                                                                   | Slovenia                                                                | Qual. Mondiali 2006                                                     | -                                                                       |                                                                         |
| 8-10-2005                                                               | Palermo                                                                 | Italia                                                                  | 1 – 0                                                                   | Slovenia                                                                | Qual. Mondiali 2006                                                     | -                                                                       | 52’                                                                     |
| 12-10-2005                                                              | Celje                                                                   | Slovenia                                                                | 0 – 3                                                                   | Scozia                                                                  | Qual. Mondiali 2006                                                     | -                                                                       | 22’                                                                     |
| 15-8-2006                                                               | Celje                                                                   | Slovenia                                                                | 1 – 1                                                                   | Israele                                                                 | Amichevole                                                              | -                                                                       | 46’                                                                     |
| 6-9-2006                                                                | Sofia                                                                   | Bulgaria                                                                | 3 – 0                                                                   | Slovenia                                                                | Qual. Euro 2008                                                         | -                                                                       |                                                                         |
| 7-10-2006                                                               | Celje                                                                   | Slovenia                                                                | 2 – 0                                                                   | Lussemburgo                                                             | Qual. Euro 2008                                                         | -                                                                       |                                                                         |
| 11-10-2006                                                              | Minsk                                                                   | Bielorussia                                                             | 4 – 2                                                                   | Slovenia                                                                | Qual. Euro 2008                                                         | 1                                                                       |                                                                         |
| 7-2-2007                                                                | Domžale                                                                 | Slovenia                                                                | 1 – 0                                                                   | Estonia                                                                 | Amichevole                                                              | -                                                                       |                                                                         |
| 24-3-2007                                                               | Scutari                                                                 | Albania                                                                 | 0 – 0                                                                   | Slovenia                                                                | Qual. Euro 2008                                                         | -                                                                       |                                                                         |
| 28-3-2007                                                               | Celje                                                                   | Slovenia                                                                | 0 – 1                                                                   | Paesi Bassi                                                             | Qual. Euro 2008                                                         | -                                                                       | 76’                                                                     |
| 2-6-2007                                                                | Celje                                                                   | Slovenia                                                                | 1 – 2                                                                   | Romania                                                                 | Qual. Euro 2008                                                         | -                                                                       | 34’, 80’                                                                |
| 17-10-2007                                                              | Eindhoven                                                               | Paesi Bassi                                                             | 2 – 0                                                                   | Slovenia                                                                | Qual. Euro 2008                                                         | -                                                                       | 89’                                                                     |
| 21-11-2007                                                              | Celje                                                                   | Slovenia                                                                | 0 – 2                                                                   | Bulgaria                                                                | Qual. Euro 2008                                                         | -                                                                       |                                                                         |
| 6-2-2008                                                                | Nova Gorica                                                             | Slovenia                                                                | 1 – 2                                                                   | Danimarca                                                               | Amichevole                                                              | -                                                                       | 56’                                                                     |
| 20-8-2008                                                               | Maribor                                                                 | Slovenia                                                                | 2 – 3                                                                   | Croazia                                                                 | Amichevole                                                              | -                                                                       | 50’                                                                     |
| 6-9-2008                                                                | Breslavia                                                               | Polonia                                                                 | 1 – 1                                                                   | Slovenia                                                                | Qual. Mondiali 2010                                                     | -                                                                       |                                                                         |
| 10-9-2008                                                               | Maribor                                                                 | Slovenia                                                                | 2 – 1                                                                   | Slovacchia                                                              | Qual. Mondiali 2010                                                     | -                                                                       | 79’                                                                     |
| 11-10-2008                                                              | Maribor                                                                 | Slovenia                                                                | 2 – 0                                                                   | Irlanda del Nord                                                        | Qual. Mondiali 2010                                                     | -                                                                       | 27’                                                                     |
| 19-11-2008                                                              | Maribor                                                                 | Slovenia                                                                | 3 – 4                                                                   | Bosnia ed Erzegovina                                                    | Amichevole                                                              | -                                                                       | 49’                                                                     |
| 11-2-2009                                                               | Genk                                                                    | Belgio                                                                  | 2 – 0                                                                   | Slovenia                                                                | Amichevole                                                              | -                                                                       | 75’                                                                     |
| 28-3-2009                                                               | Maribor                                                                 | Slovenia                                                                | 0 – 0                                                                   | Rep. Ceca                                                               | Qual. Mondiali 2010                                                     | -                                                                       |                                                                         |
| 1-4-2009                                                                | Belfast                                                                 | Irlanda del Nord                                                        | 1 – 0                                                                   | Slovenia                                                                | Qual. Mondiali 2010                                                     | -                                                                       |                                                                         |
| 12-8-2009                                                               | Maribor                                                                 | Slovenia                                                                | 5 – 0                                                                   | San Marino                                                              | Qual. Mondiali 2010                                                     | -                                                                       |                                                                         |
| 5-9-2009                                                                | Londra                                                                  | Inghilterra                                                             | 2 – 1                                                                   | Slovenia                                                                | Amichevole                                                              | -                                                                       | 30’ 36’                                                                 |
| 10-10-2009                                                              | Bratislava                                                              | Slovacchia                                                              | 0 – 2                                                                   | Slovenia                                                                | Qual. Mondiali 2010                                                     | -                                                                       |                                                                         |
| 14-10-2009                                                              | Serravalle                                                              | San Marino                                                              | 0 – 3                                                                   | Slovenia                                                                | Qual. Mondiali 2010                                                     | -                                                                       |                                                                         |
| 14-11-2009                                                              | Mosca                                                                   | Russia                                                                  | 2 – 1                                                                   | Slovenia                                                                | Qual. Mondiali 2010                                                     | -                                                                       |                                                                         |
| 18-11-2009                                                              | Maribor                                                                 | Slovenia                                                                | 1 – 0                                                                   | Russia                                                                  | Qual. Mondiali 2010                                                     | -                                                                       |                                                                         |
| 3-3-2010                                                                | Maribor                                                                 | Slovenia                                                                | 4 – 1                                                                   | Qatar                                                                   | Amichevole                                                              | 1                                                                       | 78’                                                                     |
| 4-6-2010                                                                | Maribor                                                                 | Slovenia                                                                | 3 – 1                                                                   | Nuova Zelanda                                                           | Amichevole                                                              | -                                                                       | 71’                                                                     |
| 13-6-2010                                                               | Polokwane                                                               | Algeria                                                                 | 0 – 1                                                                   | Slovenia                                                                | Mondiali 2010 - 1º turno                                                | -                                                                       |                                                                         |
| 18-6-2010                                                               | Johannesburg                                                            | Stati Uniti                                                             | 2 – 2                                                                   | Slovenia                                                                | Mondiali 2010 - 1º turno                                                | -                                                                       | 35’                                                                     |
| 23-6-2010                                                               | Port Elizabeth                                                          | Inghilterra                                                             | 1 – 0                                                                   | Slovenia                                                                | Mondiali 2010 - 1º turno                                                | -                                                                       |                                                                         |
| 11-8-2010                                                               | Lubiana                                                                 | Slovenia                                                                | 2 – 0                                                                   | Australia                                                               | Amichevole                                                              | -                                                                       |                                                                         |
| 3-9-2010                                                                | Maribor                                                                 | Slovenia                                                                | 0 – 1                                                                   | Irlanda del Nord                                                        | Qual. Euro 2012                                                         | -                                                                       |                                                                         |
| 7-9-2010                                                                | Belgrado                                                                | Serbia                                                                  | 1 – 1                                                                   | Slovenia                                                                | Qual. Euro 2012                                                         | -                                                                       |                                                                         |
| 8-10-2010                                                               | Lubiana                                                                 | Slovenia                                                                | 5 – 1                                                                   | Fær Øer                                                                 | Qual. Euro 2012                                                         | -                                                                       | 23’                                                                     |
| 12-10-2010                                                              | Tallinn                                                                 | Estonia                                                                 | 0 – 1                                                                   | Slovenia                                                                | Qual. Euro 2012                                                         | -                                                                       |                                                                         |
| 17-11-2010                                                              | Capodistria                                                             | Slovenia                                                                | 1 – 2                                                                   | Georgia                                                                 | Amichevole                                                              | 1                                                                       |                                                                         |
| 9-2-2011                                                                | Tirana                                                                  | Albania                                                                 | 1 – 2                                                                   | Slovenia                                                                | Amichevole                                                              | -                                                                       |                                                                         |
| 25-3-2011                                                               | Lubiana                                                                 | Slovenia                                                                | 0 – 1                                                                   | Italia                                                                  | Qual. Euro 2012                                                         | -                                                                       | 81’                                                                     |
| 3-6-2011                                                                | Toftir                                                                  | Fær Øer                                                                 | 0 – 2                                                                   | Slovenia                                                                | Qual. Euro 2012                                                         | -                                                                       |                                                                         |
| 10-8-2011                                                               | Lubiana                                                                 | Slovenia                                                                | 0 – 0                                                                   | Belgio                                                                  | Amichevole                                                              | -                                                                       |                                                                         |
| 2-9-2011                                                                | Lubiana                                                                 | Slovenia                                                                | 1 – 2                                                                   | Estonia                                                                 | Qual. Euro 2012                                                         | -                                                                       |                                                                         |
| 6-9-2011                                                                | Firenze                                                                 | Italia                                                                  | 1 – 0                                                                   | Slovenia                                                                | Qual. Euro 2012                                                         | -                                                                       |                                                                         |
| 11-10-2011                                                              | Maribor                                                                 | Slovenia                                                                | 1 – 0                                                                   | Serbia                                                                  | Qual. Euro 2012                                                         | -                                                                       | Cap.                                                                    |
| 15-11-2011                                                              | Lubiana                                                                 | Slovenia                                                                | 2 – 3                                                                   | Stati Uniti                                                             | Amichevole                                                              | -                                                                       |                                                                         |
| 29-2-2012                                                               | Capodistria                                                             | Slovenia                                                                | 1 – 1                                                                   | Scozia                                                                  | Amichevole                                                              | -                                                                       |                                                                         |
| 26-5-2012                                                               | Kufstein                                                                | Grecia                                                                  | 1 – 1                                                                   | Slovenia                                                                | Amichevole                                                              | -                                                                       |                                                                         |
| 15-8-2012                                                               | Lubiana                                                                 | Slovenia                                                                | 4 – 3                                                                   | Romania                                                                 | Amichevole                                                              | 1                                                                       | Cap.                                                                    |
| 7-9-2012                                                                | Lubiana                                                                 | Slovenia                                                                | 0 – 2                                                                   | Svizzera                                                                | Qual. Mondiali 2014                                                     | -                                                                       | Cap.                                                                    |
| 11-9-2012                                                               | Oslo                                                                    | Norvegia                                                                | 2 – 1                                                                   | Slovenia                                                                | Qual. Mondiali 2014                                                     | -                                                                       | Cap. 78’                                                                |
| 12-10-2012                                                              | Maribor                                                                 | Slovenia                                                                | 2 – 1                                                                   | Cipro                                                                   | Qual. Mondiali 2014                                                     | -                                                                       | 9’, 89’                                                                 |
| 6-2-2013                                                                | Lubiana                                                                 | Slovenia                                                                | 0 – 3                                                                   | Bosnia ed Erzegovina                                                    | Amichevole                                                              | -                                                                       | Cap. 64’                                                                |
| 22-3-2013                                                               | Lubiana                                                                 | Slovenia                                                                | 1 – 2                                                                   | Islanda                                                                 | Qual. Mondiali 2014                                                     | -                                                                       | Cap.                                                                    |
| 31-5-2013                                                               | Bielefeld                                                               | Turchia                                                                 | 0 – 2                                                                   | Slovenia                                                                | Amichevole                                                              | -                                                                       | Cap.                                                                    |
| 7-6-2013                                                                | Reykjavík                                                               | Islanda                                                                 | 2 – 4                                                                   | Slovenia                                                                | Qual. Mondiali 2014                                                     | 1                                                                       | Cap. 43’                                                                |
| 10-9-2013                                                               | Strovolos                                                               | Cipro                                                                   | 0 – 2                                                                   | Slovenia                                                                | Qual. Mondiali 2014                                                     | -                                                                       | Cap.                                                                    |
| 11-10-2013                                                              | Maribor                                                                 | Slovenia                                                                | 3 – 0                                                                   | Norvegia                                                                | Qual. Mondiali 2014                                                     | -                                                                       | Cap.                                                                    |
| 15-10-2013                                                              | Berna                                                                   | Svizzera                                                                | 1 – 0                                                                   | Slovenia                                                                | Qual. Mondiali 2014                                                     | -                                                                       | 90’                                                                     |
| 19-11-2013                                                              | Celje                                                                   | Slovenia                                                                | 1 – 0                                                                   | Canada                                                                  | Amichevole                                                              | -                                                                       | Cap. 77’                                                                |
| 5-3-2014                                                                | Blida                                                                   | Algeria                                                                 | 2 – 0                                                                   | Slovenia                                                                | Amichevole                                                              | -                                                                       | Cap. 71’                                                                |
| 4-6-2014                                                                | Montevideo                                                              | Uruguay                                                                 | 2 – 0                                                                   | Slovenia                                                                | Amichevole                                                              | -                                                                       | Cap.                                                                    |
| 7-6-2014                                                                | La Plata                                                                | Argentina                                                               | 2 – 0                                                                   | Slovenia                                                                | Amichevole                                                              | -                                                                       | Cap. 88’                                                                |
| 8-9-2014                                                                | Tallinn                                                                 | Estonia                                                                 | 1 – 0                                                                   | Slovenia                                                                | Qual. Euro 2016                                                         | -                                                                       | Cap.                                                                    |
| 9-10-2014                                                               | Maribor                                                                 | Slovenia                                                                | 1 – 0                                                                   | Svizzera                                                                | Qual. Euro 2016                                                         | -                                                                       | Cap.                                                                    |
| 12-10-2014                                                              | Vilnius                                                                 | Lituania                                                                | 0 – 2                                                                   | Slovenia                                                                | Qual. Euro 2016                                                         | -                                                                       | Cap.                                                                    |
| 15-11-2014                                                              | Londra                                                                  | Inghilterra                                                             | 3 – 1                                                                   | Slovenia                                                                | Qual. Euro 2016                                                         | -                                                                       | Cap.                                                                    |
| 27-3-2015                                                               | Lubiana                                                                 | Slovenia                                                                | 6 – 0                                                                   | San Marino                                                              | Qual. Euro 2016                                                         | -                                                                       | Cap.                                                                    |
| 14-6-2015                                                               | Lubiana                                                                 | Slovenia                                                                | 2 – 3                                                                   | Inghilterra                                                             | Qual. Euro 2016                                                         | -                                                                       | Cap. 59’                                                                |
| 5-9-2015                                                                | Basilea                                                                 | Svizzera                                                                | 3 – 2                                                                   | Slovenia                                                                | Qual. Euro 2016                                                         | 1                                                                       | Cap.                                                                    |
| 8-9-2015                                                                | Maribor                                                                 | Slovenia                                                                | 1 – 0                                                                   | Estonia                                                                 | Qual. Euro 2016                                                         | -                                                                       | Cap.                                                                    |
| 9-10-2015                                                               | Lubiana                                                                 | Slovenia                                                                | 1 – 1                                                                   | Lituania                                                                | Qual. Euro 2016                                                         | -                                                                       | Cap.                                                                    |
| 12-10-2015                                                              | Serravalle                                                              | San Marino                                                              | 0 – 2                                                                   | Slovenia                                                                | Qual. Euro 2016                                                         | 1                                                                       | Cap.                                                                    |
| 14-11-2015                                                              | Leopoli                                                                 | Ucraina                                                                 | 2 – 0                                                                   | Slovenia                                                                | Qual. Euro 2016                                                         | -                                                                       | Cap.                                                                    |
| 17-11-2015                                                              | Maribor                                                                 | Slovenia                                                                | 1 – 1                                                                   | Ucraina                                                                 | Qual. Euro 2016                                                         | 1                                                                       | Cap. 1’                                                                 |
| 23-3-2016                                                               | Capodistria                                                             | Slovenia                                                                | 1 – 0                                                                   | Macedonia                                                               | Amichevole                                                              | -                                                                       | Cap.                                                                    |
| 28-3-2016                                                               | Belfast                                                                 | Irlanda del Nord                                                        | 1 – 0                                                                   | Slovenia                                                                | Amichevole                                                              | -                                                                       | Cap. 80’                                                                |
| 4-9-2016                                                                | Vilnius                                                                 | Lituania                                                                | 2 – 2                                                                   | Slovenia                                                                | Qual. Mondiali 2018                                                     | 1                                                                       | Cap.                                                                    |
| 8-10-2016                                                               | Lubiana                                                                 | Slovenia                                                                | 1 – 0                                                                   | Slovacchia                                                              | Qual. Mondiali 2018                                                     | -                                                                       | Cap. 14’                                                                |
| 11-10-2016                                                              | Lubiana                                                                 | Slovenia                                                                | 0 – 0                                                                   | Inghilterra                                                             | Qual. Mondiali 2018                                                     | -                                                                       | Cap.                                                                    |
| 11-11-2016                                                              | Ta' Qali                                                                | Malta                                                                   | 0 – 1                                                                   | Slovenia                                                                | Qual. Mondiali 2018                                                     | -                                                                       | Cap.                                                                    |
| 26-3-2017                                                               | Glasgow                                                                 | Scozia                                                                  | 1 – 0                                                                   | Slovenia                                                                | Qual. Mondiali 2018                                                     | -                                                                       | Cap. 23’                                                                |
| 1-9-2017                                                                | Trnava                                                                  | Slovacchia                                                              | 1 – 0                                                                   | Slovenia                                                                | Qual. Mondiali 2018                                                     | -                                                                       | Cap.                                                                    |
| 4-9-2017                                                                | Lubiana                                                                 | Slovenia                                                                | 4 – 0                                                                   | Lituania                                                                | Qual. Mondiali 2018                                                     | -                                                                       | Cap.                                                                    |
| 5-10-2017                                                               | Londra                                                                  | Inghilterra                                                             | 1 – 0                                                                   | Slovenia                                                                | Qual. Mondiali 2018                                                     | -                                                                       | Cap.                                                                    |
| 8-10-2017                                                               | Lubiana                                                                 | Slovenia                                                                | 2 – 2                                                                   | Scozia                                                                  | Qual. Mondiali 2018                                                     | -                                                                       | Cap. 90+1’, 90+2’                                                       |
| 27-3-2018                                                               | Lubiana                                                                 | Slovenia                                                                | 0 – 2                                                                   | Bielorussia                                                             | Amichevole                                                              | -                                                                       | Cap. 6’                                                                 |
| Totale                                                                  |                                                                         | Presenze (1º posto)                                                     | 101                                                                     |                                                                         | Reti (10º posto)                                                        | 10                                                                      |                                                                         |

## Palmarès

### Club

#### Competizioni nazionali
- Campionato croato: 1

Dinamo Zagabria: 2002-2003
- Coppa di Croazia: 2

Dinamo Zagabria: 2001-2002, 2003-2004
- Supercoppa di Croazia: 2

Dinamo Zagabria: 2002, 2003
- Football League Championship: 1

West Bromwich: 2007-2008